# Sofrino (wieś)
Sofrino (ros. Софрино) – wieś (sieło) w Rosji, w obwodzie moskiewskim, w rejonie puszkińskim. W 2021 liczyła 214 mieszkańców.